# Brauerei Zum goldenen Hirschen (Hörnlein)
Die ehemalige Brauerei Zum goldenen Hirsch war im Weißenburger Gemeindeteil Weimersheim im Weimersheimer Ring 25 beheimatet. Die Brauerei ist auch als Brauhaus Hörnlein bekannt.

## Geschichte
Die Geschichte der Brauerei ist noch wenig erforscht, sicher ist aber, dass der Wirt Paulus Mosner 1808 angab, dass er sie 1798 von seinem Vater übernommen hat. In der Folge führte Christian Kirchdorfer die Brauerei. 1866 übernahm sie sein Schwiegersohn Johann Paulus Hörnlein aus Trommetsheim. 1893 folgten sein Sohn Karl Hörnlein und 1920 dessen Sohn Ludwig Hörnlein. Ab 1936 führte die Witwe von Ludwig Hörnlein die Brauerei, bis sie schließlich 1953 deren Sohn Ludwig übernahm. Neben der Brauerei Sigwart und der Brauerei Schneider belieferte die Brauerei Hörnlein das jährliche Kirchweihfest in Weißenburg von 1987 bis 1991 mit Festbier.

## Sommerkeller
Ab 1823 gab es einen bewirtschafteten Sommerkeller, das Kellerhaus wurde 1913 abgebrochen.